# 都城市立縄瀬小学校
都城市立縄瀬小学校（みやこのじょうしりつ なわぜしょうがっこう）は、宮崎県都城市高崎町江平にある公立の小学校。

## 概要
歴史
1873年（明治6年）創立。現校名となったのは2006年（平成18年）。2023年（令和5年）に創立150周年を迎えた。
校章
校歌
作詞は刀坂守信、作曲は金丸亮一による。歌詞は3番まであり、各番の歌詞中に校名の「縄瀬小」が登場する。
通学区域
都城市高崎町のうち
「横谷・共和・三和・蔵元」
中学校区は都城市立高崎中学校。

## 沿革
- 1873年（明治6年）10月6日 - 定林寺の御堂を字横尾に移転の上、校舎とし、「都城県第五十七号郷校」が創立。
- 実施年月不詳 - 「縄瀬小学校」に改称。
- 1886年（明治19年）- 小学校令施行により、簡易科（3年制）を設置の上、「簡易縄瀬小学校」に改称。
- 1889年（明治22年）5月1日 - 町村制施行に伴い、北諸県郡6村（東霧島・笛水・江平・前田・縄瀬・大牟田）が合併の上、北諸県郡「高崎村」が成立。
- 1890年（明治23年）9月 - 尋常科（4年制）を設置の上、「尋常縄瀬小学校」に改称。
- 1892年（明治25年）4月 - 「縄瀬尋常小学校」に改称。
- 1896年（明治29年）9月 - 火災により、校舎を焼失。
- 1903年（明治36年）3月 - 字横尾1437番地に校舎が完成し、移転を完了。
- 1908年（明治41年）4月 - 改正小学校令により、尋常科（義務教育年限）が4年制から6年制に改められる。尋常科5年を新設。
- 1909年（明治42年）4月 - 尋常科6年を新設。
- 1923年（大正12年）3月 - 縄瀬農業補習学校を併置。
- 1929年（昭和4年）4月 - 高等科（2年制）を併置の上、「縄瀬尋常高等小学校」に改称。
- 1931年（昭和6年）- 木造校舎1棟を増築。
- 1933年（昭和8年）1月 - 校旗および校歌を制定。
- 1940年（昭和15年）2月11日 - 町制施行により、「高崎町」が発足。
- 1941年（昭和16年）4月1日 - 国民学校令施行により、「高崎町縄瀬国民学校」に改称。尋常科を初等科に改める。
- 1942年（昭和17年）- 現在地に移転を完了。
- 1945年（昭和20年）9月 - 台風により、教室が倒壊。
- 1947年（昭和22年）- 学制改革が行われる（六・三制の実施）。
  - 4月1日 - 国民学校の初等科は、新制小学校「高崎町立縄瀬小学校」に改組・改称。
  - 5月8日 - 国民学校の高等科は、青年学校普通科とともに、新制中学校「高崎町立高崎中学校」に統合。
- 1948年（昭和23年）10月 - 運動場を拡張。
- 1949年（昭和24年）6月 - 倒壊した校舎を復旧。
- 1956年（昭和31年）3月 - 校舎1棟を復旧。
- 1960年（昭和35年）4月 - 給食を開始。
- 1965年（昭和40年）3月 - 鉄筋コンクリート造2階建て特別教室が完成。
- 1966年（昭和41年）4月 - プールが完成。
- 1970年（昭和45年）10月 - 鉄筋コンクリート造2階建て普通教室が完成。
- 1971年（昭和46年）6月 - 体育館が完成。
- 1972年（昭和47年）5月 - 交通公園が完成。
- 1973年（昭和48年）10月10日 - 創立100周年記念式典を挙行。
- 1978年（昭和53年）7月 - 運動場を整備。
- 1985年（昭和60年）3月 - 特別教室が完成。
- 1994年（平成6年）8月 - 校舎の大規模改造工事が完了。
- 2006年（平成18年）1月1日 - 都城市との合併により、「都城市立縄瀬小学校」（現校名）に改称。
- 2015年（平成27年）3月 - 新体育館が完成。

## 交通アクセス
最寄りの鉄道駅
- JR九州 吉都線・えびの高原線「東高崎駅」

最寄りのバス停留所
- 高崎観光バス「縄瀬小学校」停留所

最寄りの幹線道路
- 国道221号

## 周辺
- 縄瀬保育園
- 高崎縄瀬市民広場
- 縄瀬地区活性化センター・たかざきフットパス 縄瀬ベぶん郷コース